# Информационна РНК
Информационната рибонуклеинова киселина (информационна РНК, иРНК) носи информация за синтеза на една, а понякога и на няколко полипептидни вериги. Всяка тройка нуклеотиди от молекулата на РНК, която съответства на дадена аминокиселина в полипептидната верига, се нарича кодон. Информационната РНК е с най-голяма молекулна маса. Тя е копие на участък от веригата на ДНК, в който е записана информацията за белтъка, който ще се синтезира. Всеки кодон на иРНК веригата отговаря на дадена аминокиселина. Например кодонът „гуанин-цитозин-гуанин“ (Г-Ц-Г) отговаря на аминокиселината аланин. Транспортната РНК, отговаряща за тази аминокиселина, има обратния на този кодон – Ц-Г-Ц. Кодонът на тРНК се нарича антикодон. Когато тРНК с антикодон А-А-А намери своя кодон (в случая това е У-У-У) по протежението на дългата иРНК верига, той се свързва с нея. Когато върху два съседни кодона се прикрепят две тРНКи, носещи своите аминокиселини, аминокиселините се свързват чрез пептидна връзка. Този процес се нарича транслация.